# Renanthera annamensis
Renanthera annamensis es una especie de orquídea.

## Descripción
Es una planta de tamaño medio, que prefiere el clima cálido, de hábitos epifitas, monopodial que crece con un tallo erecto que lleva muchas hojas, obtuso ovadas, y con el ápice poco bilobulada. Florece en la primavera en una inflorescencia de 35 cm de largo, con muchas flores.

## Distribución y hábitat
Se encuentra en el centro de Vietnam en los bosques de hoja perenne y bosques de tierras bajas en alturas inferiores a 1.500 metros. 

## Taxonomía
Renanthera annamensis fue descrita por Robert Allen Rolfe y publicado en Botanical Magazine 133: t. 8116. 1907.